# Polydesmus transsylvanicus
Polydesmus transsylvanicus är en mångfotingart som beskrevs av Daday 1889. Polydesmus transsylvanicus ingår i släktet Polydesmus och familjen plattdubbelfotingar. Inga underarter finns listade i Catalogue of Life.